# Bouresches
Bouresches ist eine französische Gemeinde  mit 187 Einwohnern (Stand: 1. Januar 2022) im Département Aisne in der Region Hauts-de-France. Sie gehört zum Arrondissement Château-Thierry, zum Kanton Château-Thierry und zum Gemeindeverband Région de Château-Thierry.

## Geografie
Die Gemeinde Bouresches liegt sieben Kilometer westlich der Innenstadt von Château-Thierry. Umgeben wird Bouresches von den Nachbargemeinden Belleau im Norden, Étrépilly im Nordosten und Osten, Château-Thierry im Osten und Südosten, Essômes-sur-Marne im Süden sowie Lucy-le-Bocage im Westen. Durch das Gemeindegebiet von Bouresches führt die Autoroute A4.

## Geschichte
Der Ort wurde im Ersten Weltkrieg nahezu vollständig zerstört.

### Bevölkerungsentwicklung
| Jahr                       | 1962 | 1968 | 1975 | 1982 | 1990 | 1999 | 2006 | 2013 | 2021 |
| Einwohner                  | 210  | 205  | 172  | 180  | 166  | 183  | 206  | 201  | 190  |
| Quellen: Cassini und INSEE |      |      |      |      |      |      |      |      |      |

## Sehenswürdigkeiten

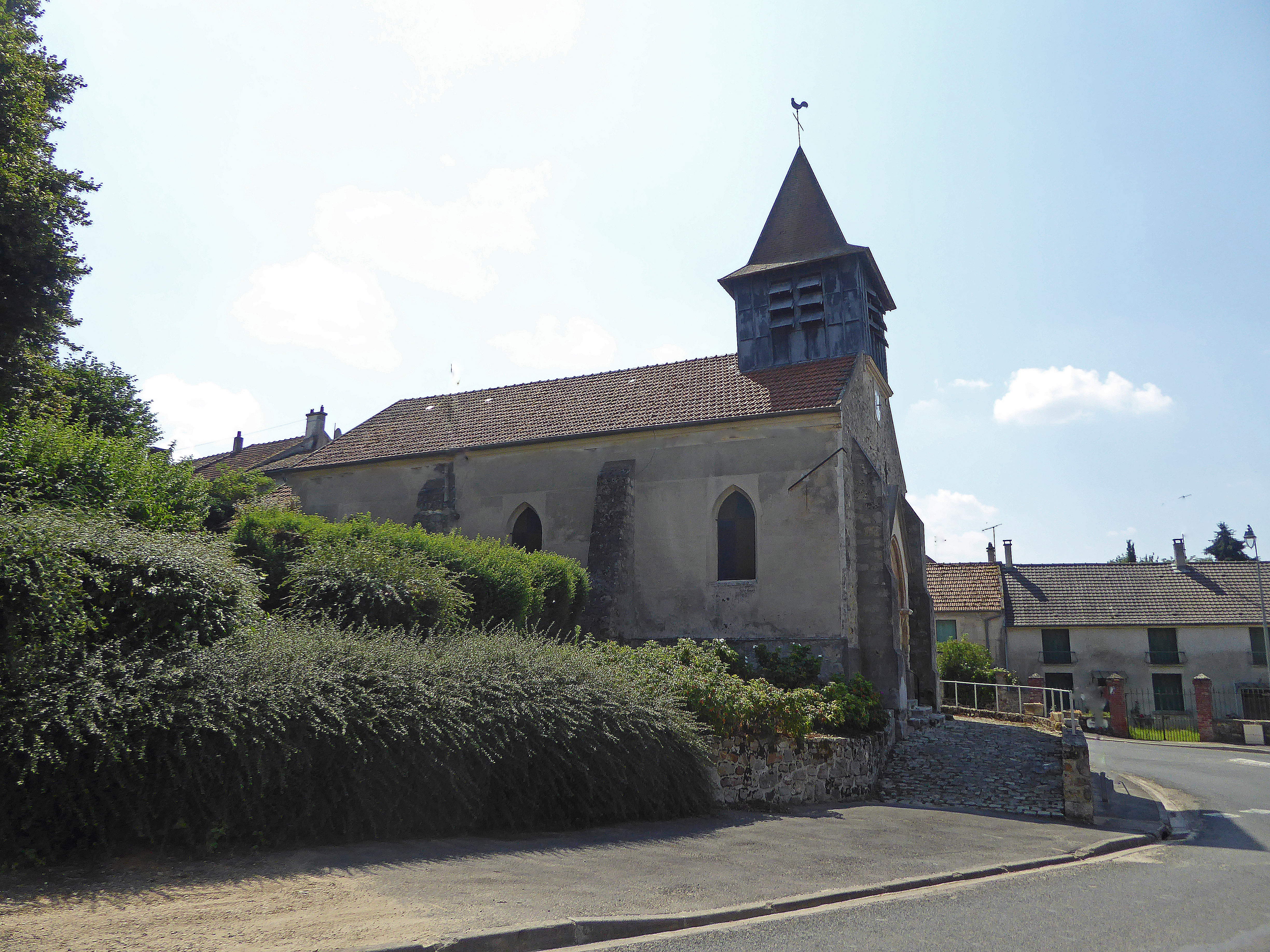
Kirche Saint-Lubin
- Lavoir

- Kirche Saint-Lubin